# Czerepyna
Czerepyna (ukr. Черепина) – osiedle na Ukrainie, w rejonie kałuskim (do lipca 2020 r. w rejonie rożniatowskim) obwodu iwanofrankiwskiego.